# Sveti Mihael

Sveti Mihael ali Nadangel Mihael (hebrejsko מיכאל, Micha'el ali Mîkhā’ēl; grško Μιχαήλ, Mikhaíl; latinsko Michael ali Míchaël; arabsko ميكائيل, Mikha'il) je nadangel, ki ga Sveto pismo omenja v Razodetju (Raz 12,7).

## Opis
V Stari zavezi je Mihael omenjen v Danielovi knjigi (Dan 10,13, Dan 12,1). Navadno je predstavljen kot poglavar božje vojske, vojskovodja nebesnih čet. Njegovo ime pomeni Kdo je kakor Bog, zaradi različnega prevajanja se v nekaterih virih navaja tudi pomen Podoben Bogu.
V umetniških upodobitvah se sveti Mihael prikazuje kot vojščak v oklepu in z mečem v roki. Cerkev mu že od najzgodnejših časov izraža posebno spoštovanje, saj ga sprejema kot mogočnega zaveznika v večni borbi proti silam zla. Velikega nadangela enako živo spoštuje tako zahodna kot tudi vzhodna krščanska cerkev. Za zaščitnika ga imajo mnogi redovi, posvečeno mu je veliko cerkva, v Italiji je zavetnik javne varnosti, tudi Nemčija pa ga že od nekdaj slavi kot svojega zavetnika. 
Jehovove priče verujejo, da sta Jezus Kristus in Nadangel Mihael ena in ista oseba.

## Zgodovina češčenja

### Prazniknadangela Mihaela
Leta 493 je papež Gelazij posvetil 29. september svetemu nadangelu Mihaelu. Po eni legendi se je namreč nadangel Mihael 8. maja 492 prvič prikazal pred neko votlino v Garganskih gorah pri Sipontu blizu Neaplja v južni Italiji (pokrajina Apulija) in pri tem sporočil, "Ta votlina mi je sveta, izbral sem si jo, da bom tukaj vaš zaščitnik." Drugič se je  prikazal leta 492 škofu v Sipontu in mu obljubil pomoč. V noči na 29. september se je sveti Mihael prikazal tretjič in sporočil, da je on sam tisto votlino posvetil v baziliko. Od tam se je njegovo češčenje razširilo po vsej Evropi.
Po drugi legendi pa je prišlo do uvedbe praznika takole:
Za časa papeža Gelazija, leta 493, se je zgodilo na gori Gargano v Apuliji, blizu mesta Siponto, da se je nekemu pastirju izgubil vol; šele po dolgem iskanju ga je našel v neki votlini, v katero si nihče ni upal. Neki lovec je ustrelil v vola s puščico, ki ga pa ne samo da ni poškodovala, ampak je udarila nazaj samega strelca. Ta dogodek je povzročil veliko začudenje po celi pokrajini in tako je zanj zvedel tudi škof. Tudi njemu se je dogodek zdel izreden; da bi spoznal Božjo voljo, je določil, naj se kristjani skupaj z njim postijo skozi tri dni. Tretjega dne ponoči je imel škof videnje, med katerim je slišal tele besede: »Jaz sem nadangel Mihael, ki stojim vedno pred Božjim obličjem in ta votlina je pod mojim varstvom. Želim, da Boga in njegove angele na tem mestu posebno častijo.« Škof je zjutraj vesel pripovedoval o razodetju in v spremstvu ljudstva in duhovščine odšel na goro, kjer so v votlini na svoje največje presenečenje našli tako rekoč končano cerkev, ki ji je manjkal le oltar. Cerkev so nato posvetili med velikimi slovesnostmi na čast nadangelu Mihaelu in drugim angelom.  Tam je Bog na njihovo priprošnjo storil mnogo čudežev.

### Prenehanje kuge
Papež Gregor Veliki je leta 590 uvedel pomembno procesijo v cerkveni zgodovini. Določil jo je, ker je priprošnja Device Marije odvrnila kugo od mesta Rim. Nadloga je sicer malo pojenjala, vendar ni prenehala. Zato je papež priredil naslednje leto novo procesijo k cerkvi Marije Snežne. Ob tej priliki so javno nosili okrog tudi podobo Device Marije, ki jo je po izročilu naslikal sveti Luka in jo v tej cerkvi hranijo. Tedaj je na čudežen način prenehala črna smrt v vseh tistih hišah, pred katerimi so nosili sveto podobo. Ob koncu procesije je bilo kuge rešeno celotno mesto.
Poročila govorijo tudi o tem, da so ljudje zaslišali angelsko petje, ki se je glasilo: »Veseli se, nebeška Kraljica, zakaj katerega si bila vredna nositi pod svojim srcem, je vstal, kakor je rekel, aleluja!«  Ko je zaslišal papež te besede, je skupaj z ljudstvom pokleknil ter dopolnil angelski hvalospev z besedami: »Prosi za nas Boga, aleluja!« Istočasno, ko je papež med stalnimi molitvami in pesmimi v procesiji prišel do stavbe, ki nosi ime po cesarju Hadrijanu – Hadrijanov mavzolej – je videl nad njo nadangela Mihaela, ki je dotlej iztegnjeni meč porinil v nožnico v znamenje, da se je razžaljeni Bog usmilil ljudstva na Marijino priprošnjo in iztrebil kugo, ki je tako dolgo razsajala po mestu. Prebivalci mesta so se razveselili in začeli s čaščenjem čudodelne podobe. Obenem je to spodbudilo še večje češčenje nadangela Mihaela in drugih nadangelov ter angelov, a mavzoleja se je prijelo ime po (nad)angelu: Angelski grad. 